# Sheets of Sound
Sheets of sound è un'espressione coniata nel 1958 da Down Beat, rivista jazz, in particolare dal critico Ira Gitler, per descrivere il nuovo e unico stile di improvvisazione di John Coltrane. Gitler usò per la prima volta la definizione nel commento al disco Soultrane (1958).

## Caratteristiche
Coltrane sviluppò uno stile d'improvvisazione molto particolare, costituito da un fraseggio denso di scale in rapidissima successione: centinaia di note, dai registri più bassi a quelli più alti, dal valore di sedicesimi o di trentaduesimi, ordinate prevalentemente in strutture irregolari come quintine e settimine. Il tutto suonava come una sorta di glissato.
Il sassofonista diede le basi a questo stile suonando con Thelonious Monk e lo approfondì quando tornò a suonare con Miles Davis.